# Мюллер, Давид Генрих
Давид Генрих Мюллер (нем. David Heinrich Müller; 6 июля 1846, Бучач, Галиция—21 декабря 1912, Вена, Австрия) — австрийский семитолог.
Профессор в Вене; преподавал в Венском университете (среди его учеников Зигфрид Лангер), стоял во главе Венского института восточных языков. Работал редактором журнала Wiener Zeitschrift für die Kunde des Morgenlandes.

## Труды
- Himjaritische Inschriften (1875)
- Südarabische Studien (1877)
- Die Burgen und Schlösser Südarabiens (1879-81)
- Sabäische Denkmäler (с Мордтманом, 1883)
- Epigraphische Denkmäler aus Arabien (1889)
- Die altsemitischen Inschriften von Sendschirli (1893)
- Epigraphische Denkmäler aus Abessinien (1894)
- Ezechielstudien (1895)
- Die Propheten in ihrer ursprünglichen Form (1896)
- Südarabische Alterthümer (1899)
- Die Mehri- und Soqotri-Sprache, тома I, II, III (1902, 1905, 1907)

Публиковался в журналах:
- Kitab al Farq (1876)
- Hāmdāni, Geography of the Arabian Peninsula (1884-91)
- Tabarî, Annales (1888)